# Nootdorp
Nootdorp is een dorp in de Nederlandse gemeente Pijnacker-Nootdorp. Het ligt vlak bij Den Haag, Pijnacker en Delft. Nootdorp was tot 1 januari 2002 een zelfstandige gemeente. Om financiële redenen en om annexatie door Den Haag, dan wel Delft, voor te zijn, fuseerde Nootdorp met Pijnacker. Het grootste deel van de Vinex-locatie Ypenburg was oorspronkelijk Nootdorps grondgebied. Dit ging in het jaar 2002 gedeeltelijk over naar de gemeente Den Haag.

## Geschiedenis
In de loop der jaren vielen gedurende enige tijd de volgende plaatsen en buurtschappen bestuurlijk eveneens onder Nootdorp: Vlieland, Pijnacker, Oude Leede, Oost-Meerpolder, Noukoop, Katwijkerlaan, Delfgauw, Gooland en Ruyven.
Nootdorp wordt voor het eerst vermeld in 1281, wanneer men spreekt over de Noitdorper wech tussen het afgegraven veenland). Vermoedelijk is die Nootdorperweg dezelfde als de huidige Veenweg. In het veenrijke gebied, werd aan weerszijden van de Noitdorper wech turf gestoken, die vooral bestemd was voor Den Haag, maar ook voor Delft en de abdij van Loosduinen. In 1303 wordt de eerste priester aangesteld voor de bewoners aan de Noitdorper wech, die dan korter wordt aangeduid als Noetdorp. Het kerkdorp bestond bestuurlijk geruime tijd uit twee heerlijkheden: Nieuwveen en Hoogeveen. Eerst in 1724 is er sprake van de heerlijkheid Nootdorp, die toen aan "'s graven boezem werd onttrokken". De heerlijkheid Nootdorp bestond toen naast die van Hoogeveen en Nieuwveen. Kerkelijk vormden zij gedrieën wel één parochie. De Graaf van Den Haag was vanaf het begin ook heer van Nieuwveen. De meeste turf was bestemd voor de bewoners van Het Binnenhof.
Tot ver in de 18de eeuw is Nootdorp een boerendorp gebleven. Halverwege de 18de eeuw had het zo'n 300 inwoners. Honderd jaar later was dat aantal verdubbeld. Het bevolkingsregister van 1870 telt 707 inwoners, waarvan 350 mannen en 357 vrouwen. Wat godsdienst betreft zijn er 373 katholieken en evenveel protestanten, waaronder 331 Nederlands-hervormden.

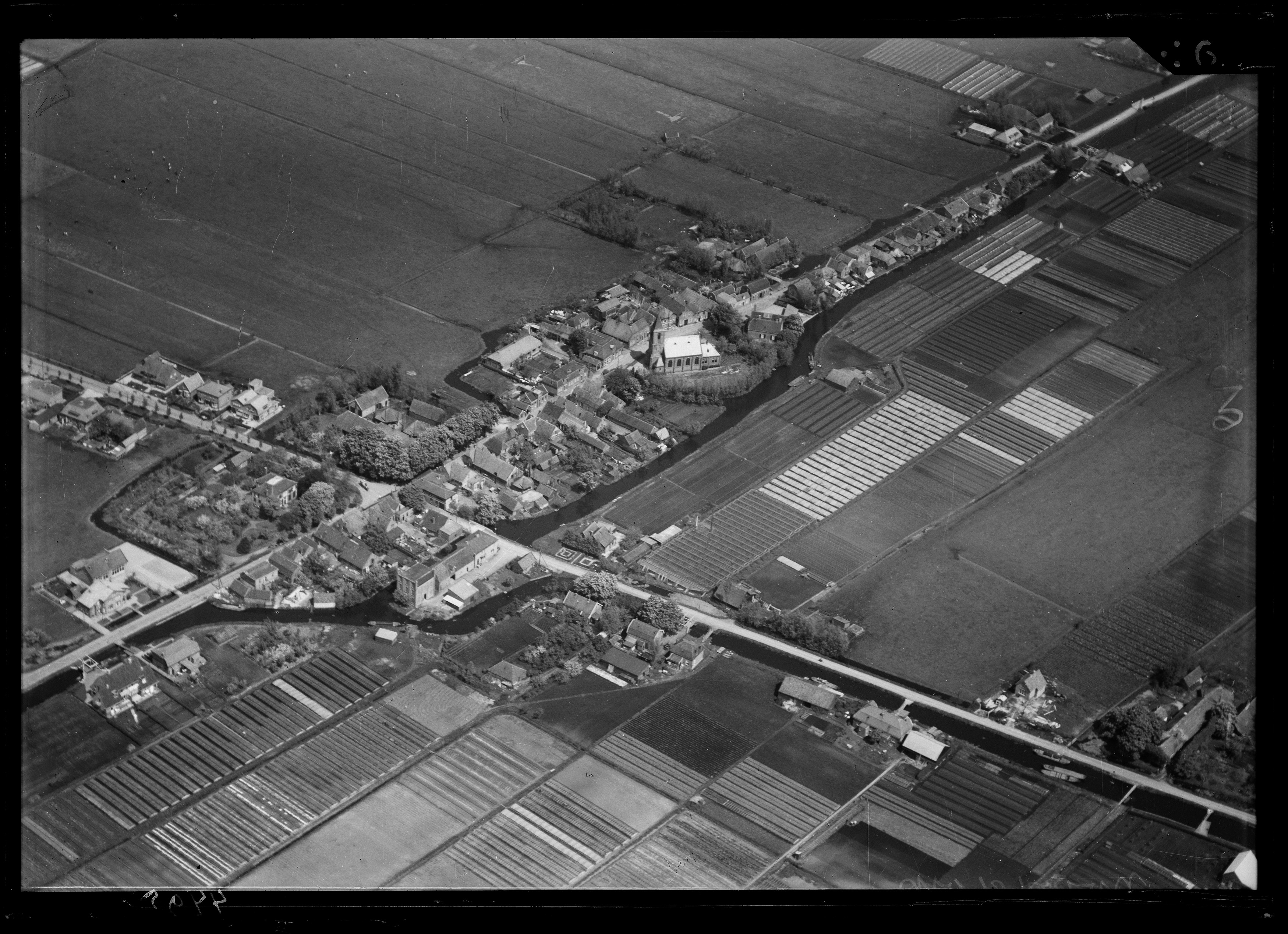
Nootdorp in de periode 1920-1940.

Na de Tweede Wereldoorlog is de gemeente gaan groeien. Er werd begonnen met het bouwen van de Groene Singel; een ontwerp van architect en stedenbouwkundige Sam van Embden. Daarna werd in de jaren zestig Plan West gebouwd, verrees in de jaren zeventig de wijk Vrouwtjesland en werd in de jaren tachtig de Wijk achter het Raadhuis opgetrokken. In de jaren negentig zijn alle kassen aan de Veenweg en de Kerkweg verplaatst naar tuindersgebied Noukoop. Eind jaren negentig is verder nog de wijk Nieuweveen gebouwd. In 2002 werd de bouw van Winkelcentrum De Parade voltooid. Dit verrees op de plek van de Nootdorpse Drafbaan, waar vroeger de kortebaan draverijen werden gehouden.

## Betekenis van de naam

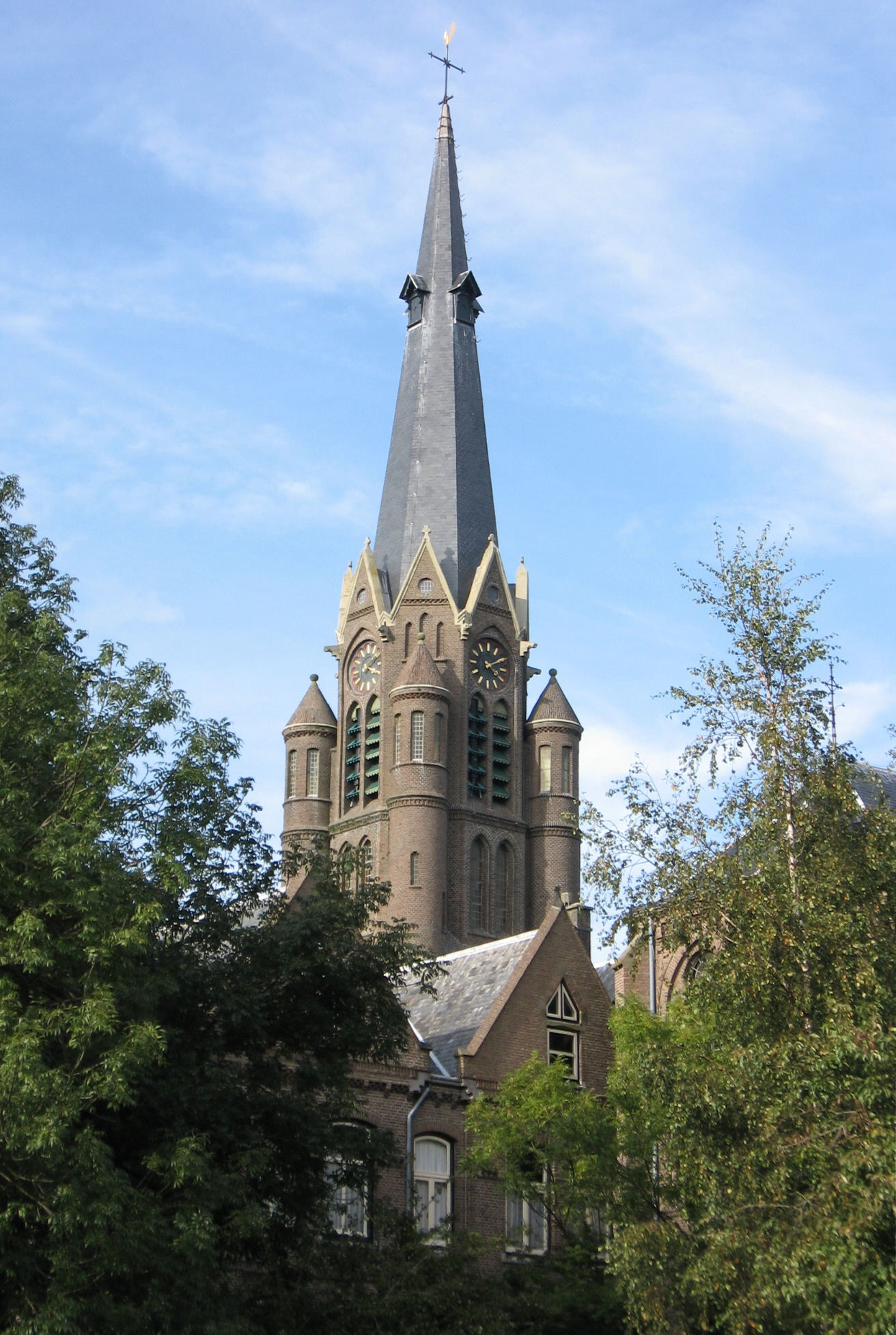
Bartholomeuskerk

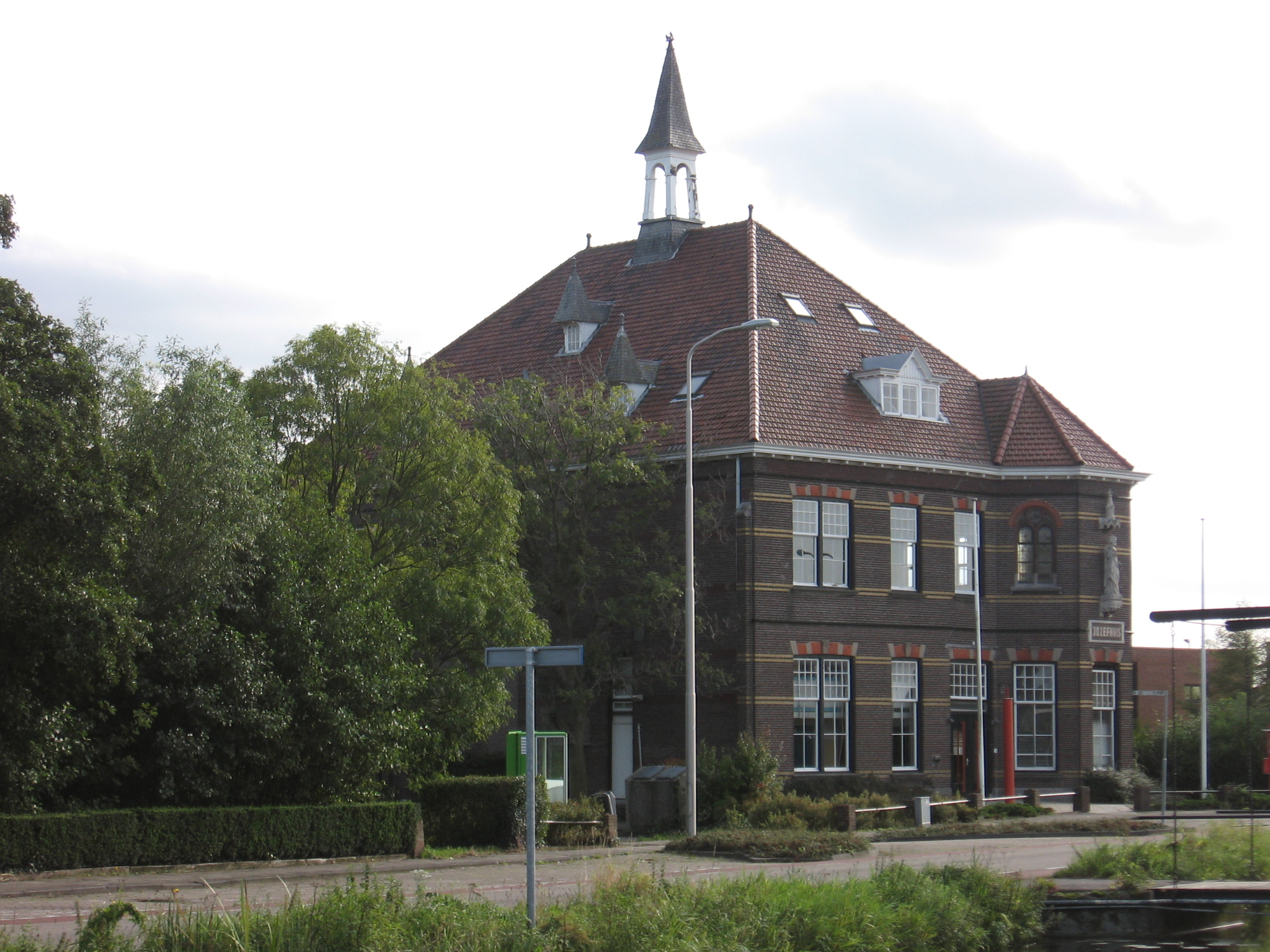
Jozefhuis

De naam Nootdorp is samengesteld uit de woorden ‘noot’ en ‘dorp’. Het Middelnederlandse woord 'noot' komt in alle oudere Germaanse talen voor, zoals in het Oudhoogduits nôz, het Angelsaksisch neát, het Oud-noordsch naut, het Zweeds nöt, het Oud-fries nât, het hedendaagse Noord-Fries nut, het Deens nöd, het Engels neat. De nog oudere oorsprong van het woord ligt in het Gotisch werkwoord niutan, ons ge-nieten, waartoe ook nut behoort. De oorspronkelijke betekenis van het woord 'noot' was: datgene wat het land voortbrengt om te leven. De hedendaagse termen 'nood', 'noodzaak', 'nodig', 'nuttig' verwijzen hier nog naar. In de middeleeuwen had het woord 'noot' een tweeledige betekenis: het kon duiden op de producten van het land, dus graan, gras maar ook hout en turf. Het woord werd in sommige streken ook gebruikt als aanduiding voor 'vee'.

Om onderscheid te maken tussen de gewone landopbrengsten en het vee ziet men in middeleeuwse geschriften het woord 'noot' ook in verbinding gebracht met 'quic' (levend; rechtstreeks verwant met de hedendaagse woorden kweek en kweken en kwiek, in de betekenis van levendig). Zo ontstond het woord quekenoot als aanduiding voor levende have. Aangenomen kan worden dat het begrip 'noot' in de naam Nootdorp slaat op de eerste betekenis: land(bouw)product. De huidige Langelandse weg heette vroeger Notweg of Nootweg. Ook in enkele andere plaatsen in Nederland komen we die term 'noot' nog tegen in straatnamen, zoals de Notweg in Bergen en de Nootweg in Loosdrecht.
Over de betekenis van de aanduiding 'nootweg' kan nog het volgende worden vermeld. In een oorkonde van 1401 wordt aan een zekere Coen van Oosterwijk de vrijheid verleend om het land buiten de Zeeburg tussen Amsterdam en Ypesloot te bedijken, en daarbij werd aan ieder veroorloofd, 'in zijn landen lanen te legghen tot aen de Zeeburch, om zijn noote uyt ende in den landen te voeren.' Uit deze zin kan worden opgemaakt dat het woord 'noot' omstreeks 1400 ook zonder het voorvoegsel 'queke' de betekenis van vee heeft gekregen. De meest voorkomende betekenis in Nederland van het begrip Nootweg of Notweg is dus de weg waarover men vee verplaatst.
Het tweede deel, 'dorp', heeft sinds 1200 in Nederland geen betekeniswijziging ondergaan: het is een verzameling van huizen. Het woord zelf is al veel ouder en komt in vergelijkbare klanken ook terug in veel Germaanse talen. Taalkundigen wijzen in dit verband ook op het verband met het woord ‘terp’, een kunstmatige verhoging van plaggen. Voor Nootdorp geldt dat verband wel heel speciaal. De oudste bekende schriftelijke vastlegging van Nootdorp dateert uit 1281 (Noitdorp). Omdat er tot ongeveer 1700 geen officiële schrijfwijze bestond, is de naam Nootdorp in oudere stukken opgeschreven op de wijze waarop de schrijver de naam verstond. Dit heeft tot veel verschillende schrijfwijzen geleid: Noitdorp, Noetdorpe, Noittorpe, Notdorp etc.

## Bezienswaardigheden

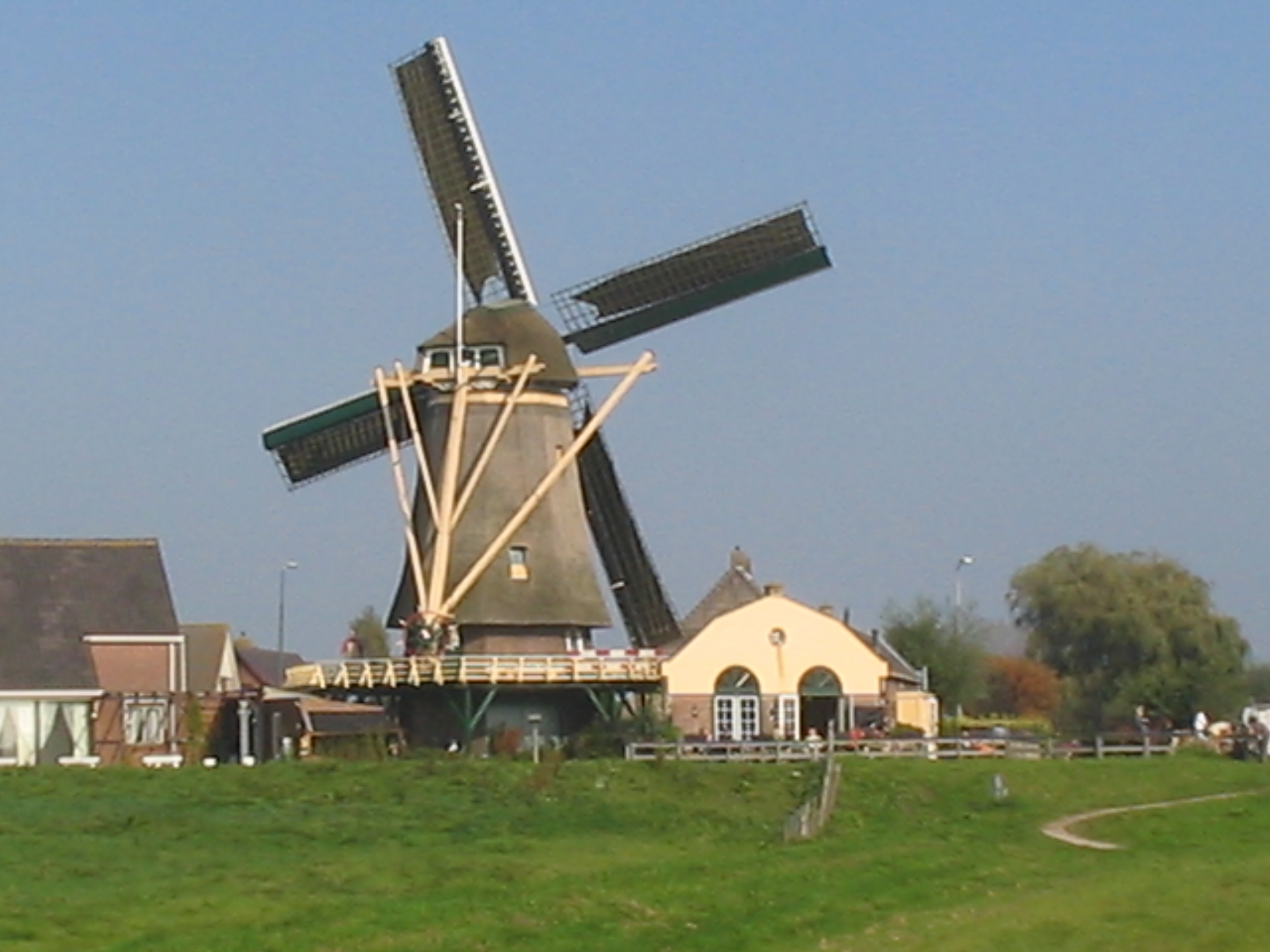
Windlust

- De molen Windlust is in 1781 in Delft gebouwd en had daar dienst gedaan als run-, snuif- en volmolen. Hij werd in februari 1885 ontmanteld en in onderdelen vervoerd naar Nootdorp. In 1885 werd begonnen met de wederopbouw van de molen, op de kruising van de Oudeweg, Geerweg en wat toentertijd wordt genoemd de Strijf, de kade tussen het huidige Dwarskadegebied en het Dobbeplasgebied. De oude wipmolen die vanaf ongeveer 1700 op die plek heeft gestaan, werd daarvoor afgebroken. De bouw van de nieuwe molen illustreert de groei van de veeteelt en akkerbouw in de drooggelegde gebieden. De eerste steen van de onderbouw van de molen werd gelegd door de 5-jarige Leendert Blonk, zoon van molenaar Blonk, de eigenaar van de molen.
- Aan de Dorpsstraat staat de protestante dorpskerk met een toren uit 1547. De vorige kerk is in 1894 afgebroken, met uitzondering van de toren. De nieuwbouw verliep voorspoedig: 6 maanden na de eerstesteenlegging op 1 oktober 1894, door ds. Van ‘t Hooft, is de kerk geheel vernieuwd weer in gebruik genomen.
- Aan de Veenweg zijn nogal wat historische huizen gelegen, evenals de Bartholomeuskerk. Deze Rooms-katholieke kerk stamt uit 1871 en is ontworpen door Evert Margry. Al vanaf de snelweg A12 is dit markante punt te zien. De kerk staat op de monumentenlijst en is in de periode 2009-2013) ingrijpend gerenoveerd.
- Kortebaandraverij Nootdorp. Jaarlijks vindt er tijdens de Nootdorpse kermisweek de strijd plaats om de Zilveren Zweep. De strijd om deze zweep gaat terug tot 1792.[bron?]

## Openbaar vervoer
Metrostation Nootdorp is een halte aan de RandstadRail metrolijn E. Station Den Haag Ypenburg ligt noordelijker, aan de spoorlijn Gouda - Den Haag, maar ook dichtbij Nootdorp.
Nootdorp is tevens het eindpunt van de Haagse tramlijn 15. Daarnaast is het dorp bereikbaar via bus 30 vanuit Zoetermeer/Naaldwijk, bus 60 vanuit Delft en buurtbus 284 vanuit Pijnacker. Tevens is Nootdorp middels nachtbuzz N5 verbonden met het HTM nachtnet, die een nachtelijke busverbinding verzorgt tussen Den Haag en Nootdorp (vrijdag- en zaterdagnacht)(sinds corona rijdt het nachtnet niet). Tot 1983 reed Westnederland buslijn 57 door het dorp. In dat jaar veranderende het nummer in 132. 
Vroeger had Nootdorp twee stations en een stopplaats: station Veenweg, station Nootdorp Oost en stopplaats Nootdorp Noord.

## Heron Business Park
Te Pijnacker-Nootdorp is het bedrijvenpark Heron Business Park in ontwikkeling, met een ChemTech Centre Plot, langs de A12. De internationale Organization for the Prohibition of Chemical Weapons (OPCW) met het hoofdkwartier in Den Haag bouwde hier aan de Stoomweg het OPCW Centre for Chemistry and Technology (OPCW ChemTech Centre) dat training en onderzoek doet in verband met de detectie van chemische wapens. Voor deze faciliteiten werd de eerste steen gelegd in september 2021 en ze zullen in de plaats komen van de bestaande OPCW Laboratory and Equipment Store die sinds 1996 is gevestigd te Rijswijk. 

## Bekende Nootdorpers
geboren
- Maria van Oosterwijck (1630), zeventiende-eeuws schilderes
- Jan Janssen (1940), wereldkampioen wielrennen en eerste Nederlandse winnaar van de Ronde van Frankrijk
- Anne Borsboom (1948), schrijfster
- Bart van Wees (1961), natuurkundige
- Ad van der Helm (1962), priester

elders geboren
- Piet van der Kruk (1941-2020), meervoudig Nederlands kampioen kogelstoten en gewichtheffen (zwaargewicht)[7]